# 1734
Het jaar 1734 is het 34e jaar in de 18e eeuw volgens de christelijke jaartelling.

## Gebeurtenissen
maart
- 7 - De overgebleven Salzburgse emigranten in het Vrije van Sluis stichtten onder leiding van hun meegekomen predikant, Johann Gottlob Fischer, een Lutherse Gemeente in Groede.

juli
- 9 - Kapitein Jacob Alexander Henry de Cheusses wordt benoemd tot opvolger van zijn overleden broer Carel als gouverneur van Suriname.

november
- 19 - Op 19 november wordt in het logement 'Le Lion d'Or' aan de Hofstraat in Den Haag, de eerste Nederlandse vrijmetselaarsloge opgericht door Vincent la Chapelle.

december
- 11 - De nieuwe gouverneur van Suriname Jacob Alexander Henry de Cheusses wordt geïnstalleerd. Hij legt de eerste steen voor Fort Nieuw-Amsterdam op de rechteroever van de Surinamerivier.

zonder datum
- De eerste monumentenwet komt tot stand: monumentenwet landschap drente. Het gewest probeert zo de hunebedden te redden van Hollanders die stenen komen zoeken voor hun dijken, die door paalworm zijn aangetast.

## Muziek
- Georg Friedrich Händel componeert in Londen zijn Concerti Grossi Opus 3.

## Bouwkunst

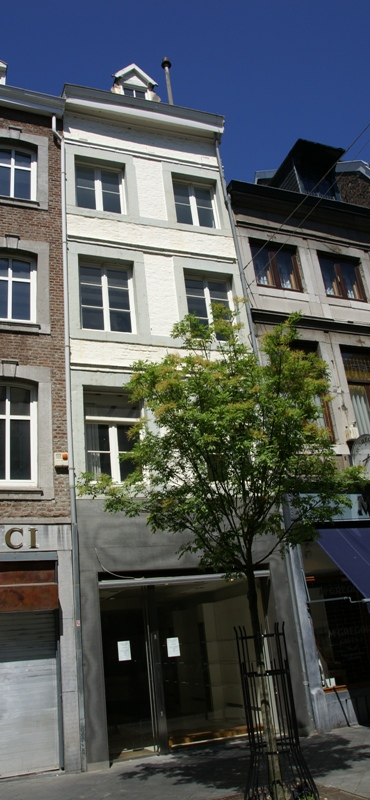
Woonhuis, Maastricht (1734)

## Geboren
januari
- 17 - François-Joseph Gossec, Belgisch-Frans componist, muziekpedagoog en musicus (overleden 1829)

maart
- 1 - Marie-Thérèse Pinaut, prominent figuur in de Brabantse Omwenteling en tijdens de Verenigde Nederlandse Staten (overleden na 1793)

mei
- 23 - Fransz Anton Mesmer, arts en astroloog (overleden 1815)

juni
- 15 - Johann Ernst Altenburg, Duits componist, organist en trompettist (overleden 1801)

september
- 3 - Joseph Wright of Derby, Brits kunstschilder (overleden 1797)

december
- 19 - John Spencer, Engels edelman (overleden 1783)

## Overleden
maart
- 2 - Frederik Willem II van Nassau-Siegen (27), vorst van Nassau-Siegen

april
- 8 - Henriette Charlotte van Nassau-Idstein (40), Duits prinses
- 29 - Isabella Piccini (89 of 90), Italiaans graveur

mei
- 13 - James Thornhill (58), Engels kunstschilder

juli
- 6 - Nicolas Bernier (69), Frans componist

november
- 14 - Louise de Kérouaille (85), Française en minnares van koning Karel II van Engeland

datum onbekend
- Louis Lully, musicus en componist